# Bevano
Der Bevano ist ein 33 km langer Fluss in der Region Emilia-Romagna in Italien.
Er entspringt auf 300 m Höhe an den Hängen des Monte Maggio, in der Nähe der Gemeinde Bertinoro, und fließt in nordöstlicher Richtung zur Adria. Seine Mündung liegt in einem Naturschutzgebiet zwischen den Ortschaften Lido di Dante und Lido di Classe und ist durch Mäander und überschwemmte Gebiete charakterisiert. Die Strände an den Seiten der Mündung zählen zu den letzten unberührten Küstenabschnitten an der Adria.